# Mtațminda
Mtațminda (în georgiană მთაწმინდა, „munte sfânt”, transcriere în limba engleză Mtatsminda) este un munte din capitala Georgiei Tbilisi.

## Geografie
Mtațminda este situat pe malul drept al râului Kura, are o înălțime de aproximativ 730 m și poate fi văzut din tot orașul Tbilisi.

## Atracții turistice
Parcul Mtațminda
Parcul Mtațminda este un parc de distracție pe muntele Mtațminda. Acesta a fost extins foarte mult și redeschis în anul 2009. Un alt reper din Tbilisi, care poate fi văzut de departe este roata din Parcul Mtațminda, care este iluminată pe timp de noapte, la fel ca turnul de televiziune.
Panteonul
Panteonul Tbilisi este situat pe Mtatsminda. Mulți oameni de stat și poeți importanți din Georgia sunt îngropați acolo.
Telefericul
Un  teleferic cu o lungime de aproximativ 500 m duce la Mtațminda. Acesta a fost deschis în anul 1905.
Turnul televiziunii
Turnul de televiziune Tbilisi este, de asemenea, situat pe Mtațminda. Acesta a fost inaugurat în 1972 și are o înălțime de 274,5 m. Noaptea, acesta este iluminat foarte abundent. Turnul televiziunii este unul dintre reperele orașului Tbilisi.

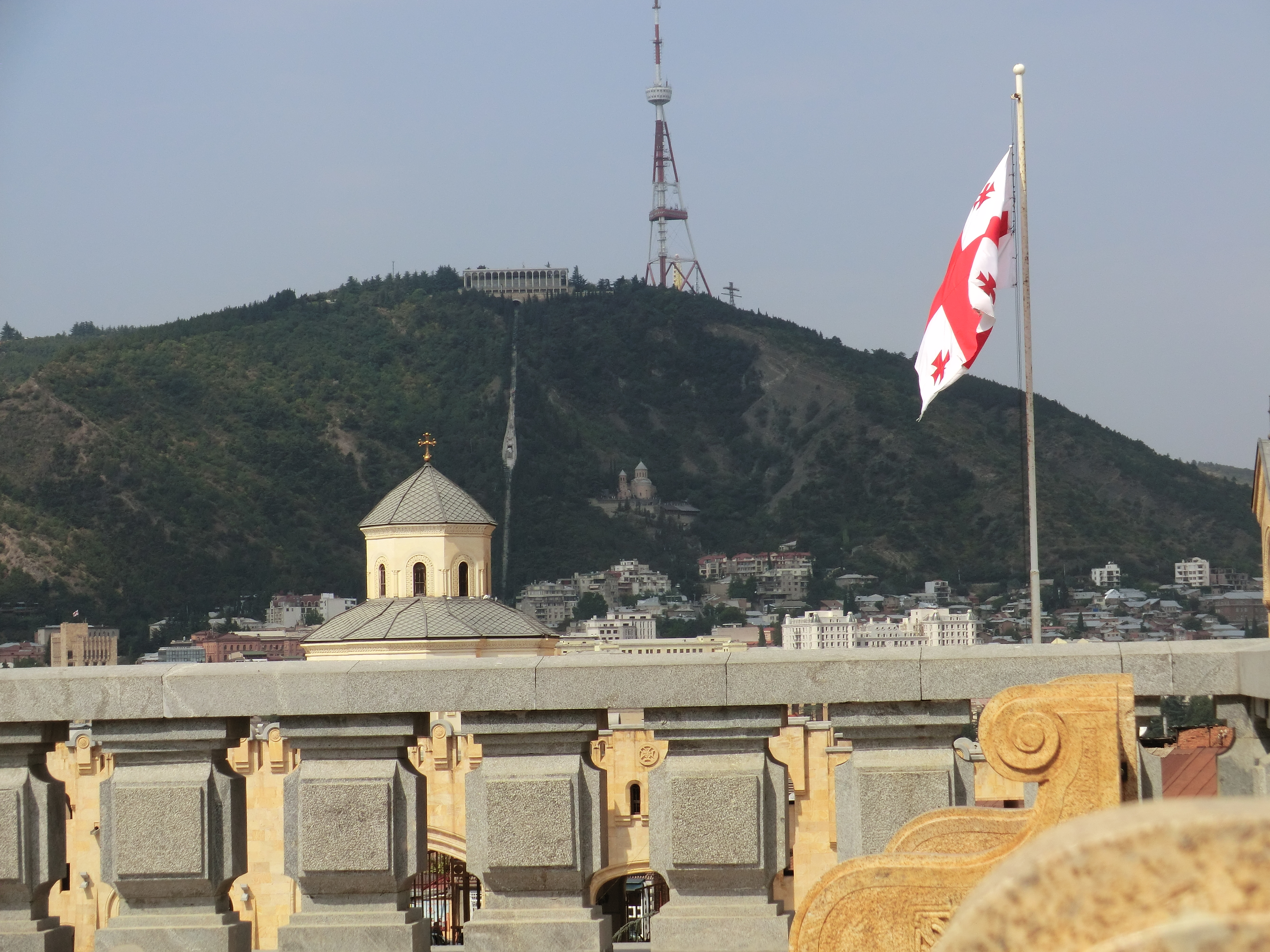
Mtațminda
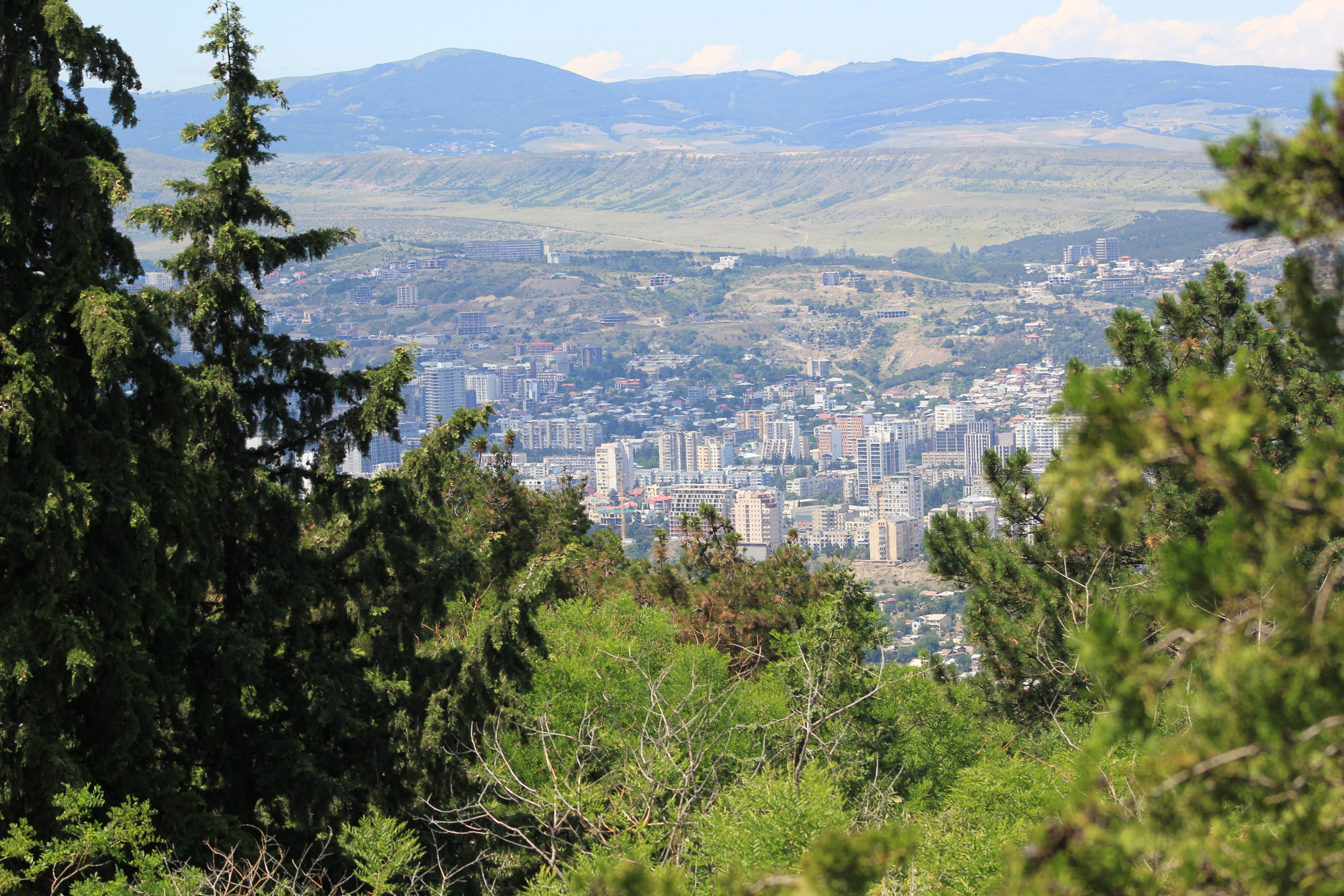
Tbilisi văzut de pe Mtațminda
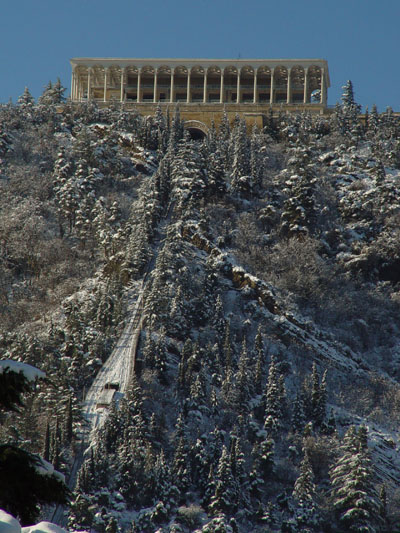
Telefericul din Tbilisi
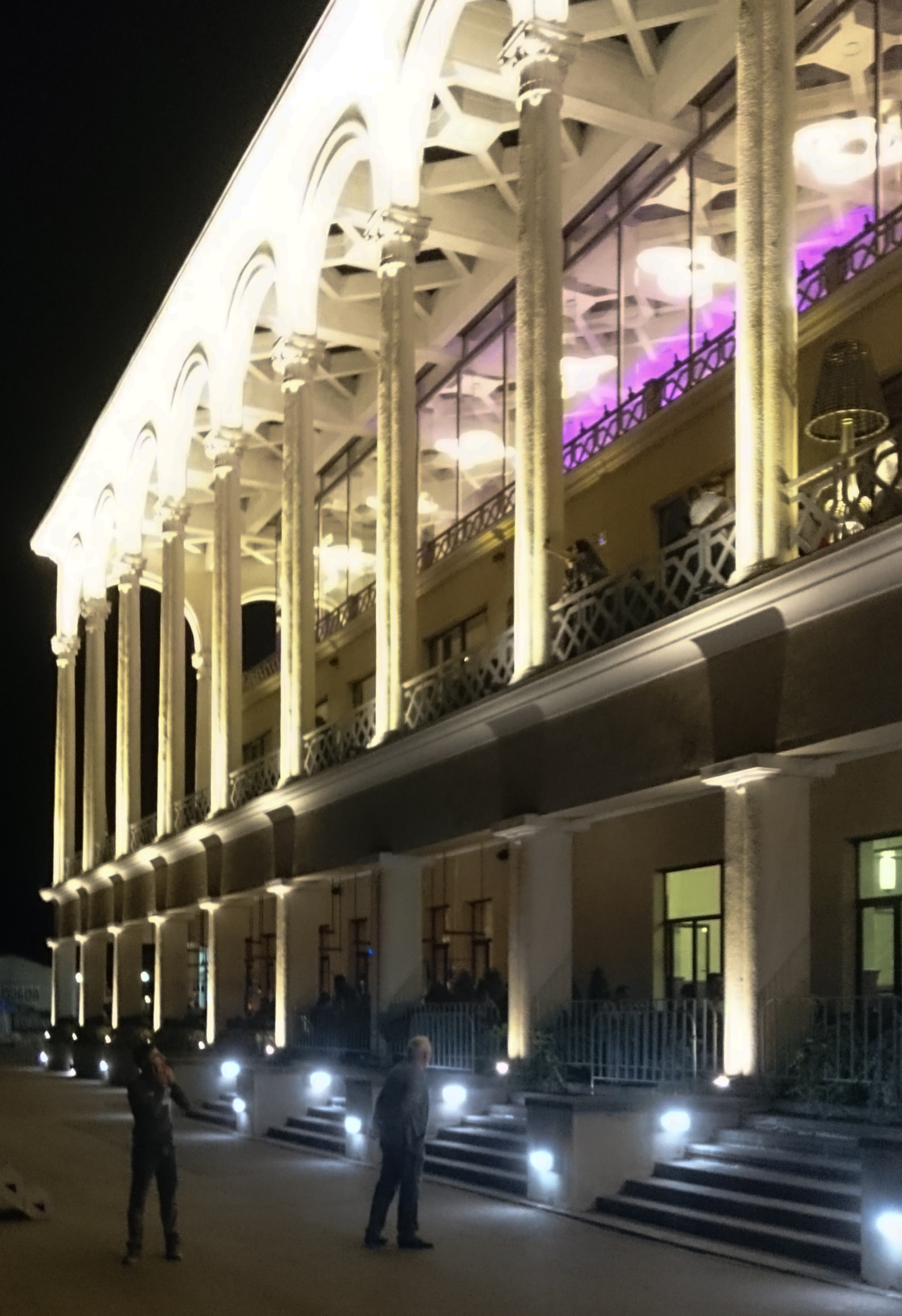
Restaurant teleferic